# 26 Гидры
26 Гидры (лат. 26 Hydrae), HD 80499 — тройная звезда в созвездии Гидры на расстоянии приблизительно 334 световых лет (около 102 парсек) от Солнца. Возраст звезды определён как около 510 млн лет.

## Характеристики
Первый компонент (WDS J09198-1158A) — жёлтый гигант спектрального класса G5, или G7III, или G8II, или G8III, или G8IV. Видимая звёздная величина звезды — +4,77m. Масса — около 3,343 солнечной, радиус — около 13,653 солнечного, светимость — около 138,462 солнечной. Эффективная температура — около 5172 K.
Второй компонент — коричневый карлик. Масса — около 40,11 юпитерианской. Удалён в среднем на 2,236 а.е..
Третий компонент (WDS J09198-1158B). Видимая звёздная величина звезды — +12,4m. Удалён на 3,4 угловой секунды.